# Sune Malmström

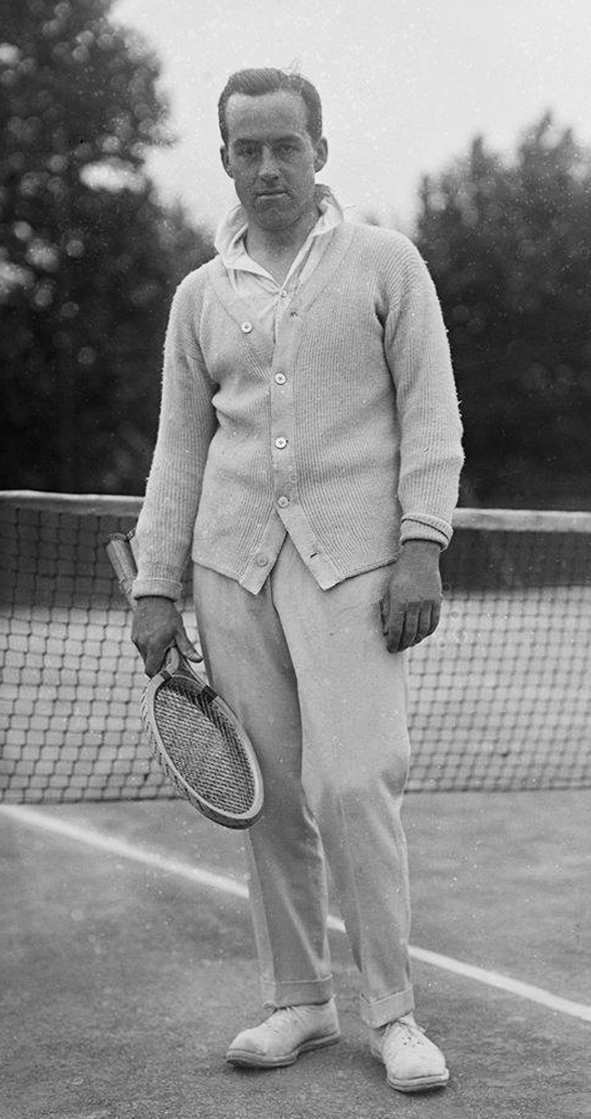
Sune Malmström (1922)

Jarl Sune Malmström, född 28 oktober 1897 i Malmö, död 17 december 1961 i Stockholm, var en svensk bankman, tennisspelare och golfspelare.

## Tenniskarriären
Sune Malmström var under stora delar av 1920-talet jämte Marcus Wallenberg Sveriges bäste manlige tennisspelare. Under 1930-talet kom han alltmer att ägna sig åt sporten golf, men fortsatte att spela tennis på toppnivå fram till 1937. 
Det är framförallt som Davis Cup (DC)-spelare Malmström är ihågkommen. Tillsammans med Wallenberg utgjorde han 1925 kärnan i det svenska lag som debuterade i DC-sammanhang. Mötet var mellan Schweiz och Sverige och spelades i Bern i maj månad. I den allra första matchen ställdes Malmström mot schweizaren Charles Aeschliman som han besegrade med siffrorna 6-3, 6-3, 7-9, 6-3. Det svenska laget vann mötet med 3-2 i matcher. Under perioden 1925-29 deltog Malmström i det svenska DC-laget och spelade totalt 20 matcher varav 14 i singel. Han vann 8 av dessa (7 i singel).
År 1926 nådde det svenska DC-laget semifinalen i Europazonen efter segrar över Schweiz och Sydafrika. I semifinalen möttes Sverige och Frankrike. Mötet ägde rum i Stockholm i juli på grusbanor. I det franska laget spelade de tre av de "fyra musketörerna", det årets nyblivne Wimbledon-mästare Jean Borotra, Henri Cochet och dubbelspecialisten Jacques Brugnon. Sverige representerades av Wallenberg och Malmström, särskilt den senare var i mycket god form. I den första matchen besegrade Cochet Wallenberg i tre raka set. I den andra singelmatchen ledde Malmström över Borotra med 2-0 i set och 5-1 i det tredje. Vid ställningen 30-30 i det sjunde gamet, när Malmström var endast 2 bollar från en sensationell seger, vände Borotra matchen och vann med 3-6, 2-6, 8-6, 6-3, 6-3. Fransmännen vann även andra dagens dubbelmatch. Även i den avslutande dagens betydelselösa singelmatch pressade Malmström också Cochet till fem set. Slutligen förlorade Malmström med 4-6, 7-5, 4-6, 6-4, 3-6. Frankrike vann mötet med 5-0 i matcher.

## Spelaren och personen
Sune Malmström var en skicklig tennisspelare såväl tekniskt som taktiskt. Han hade en mycket bra och kraftfull forehand och dessutom en god volley och serve. Hans backhand var inte av samma klass. Han spelade med stort självförtroende och segervilja. Han föredrog spel på grusunderlag. 
Efter avslutad tenniskarriär blev han ordförande i the "International Lawn Tennis Club of Sweden" ("svenska IC"), som är en förening för Davis Cup och Fed Cup-spelare. 
Sune Malmström vann svenskt mästerskap i golf 1936, och var ordförande i Svenska Golfförbundet 1950-61.

### Familj
Malmström var son till assuransdirektör Gustaf Malmström och Tekla, född Schough. Han var från 1924 gift med Elisabeth (Lisa) Malmström (född Bergsten, död 1998), dotter till generalkonsul Karl Bergsten och Dagmar, född Weinberg, som ägde Villa Geber. De var föräldrar till tre barn som grundade Hotell Diplomat i Stockholm, där den mest profilerade är sonen Sune Malmström.